# Площа Республіки (Берлін)

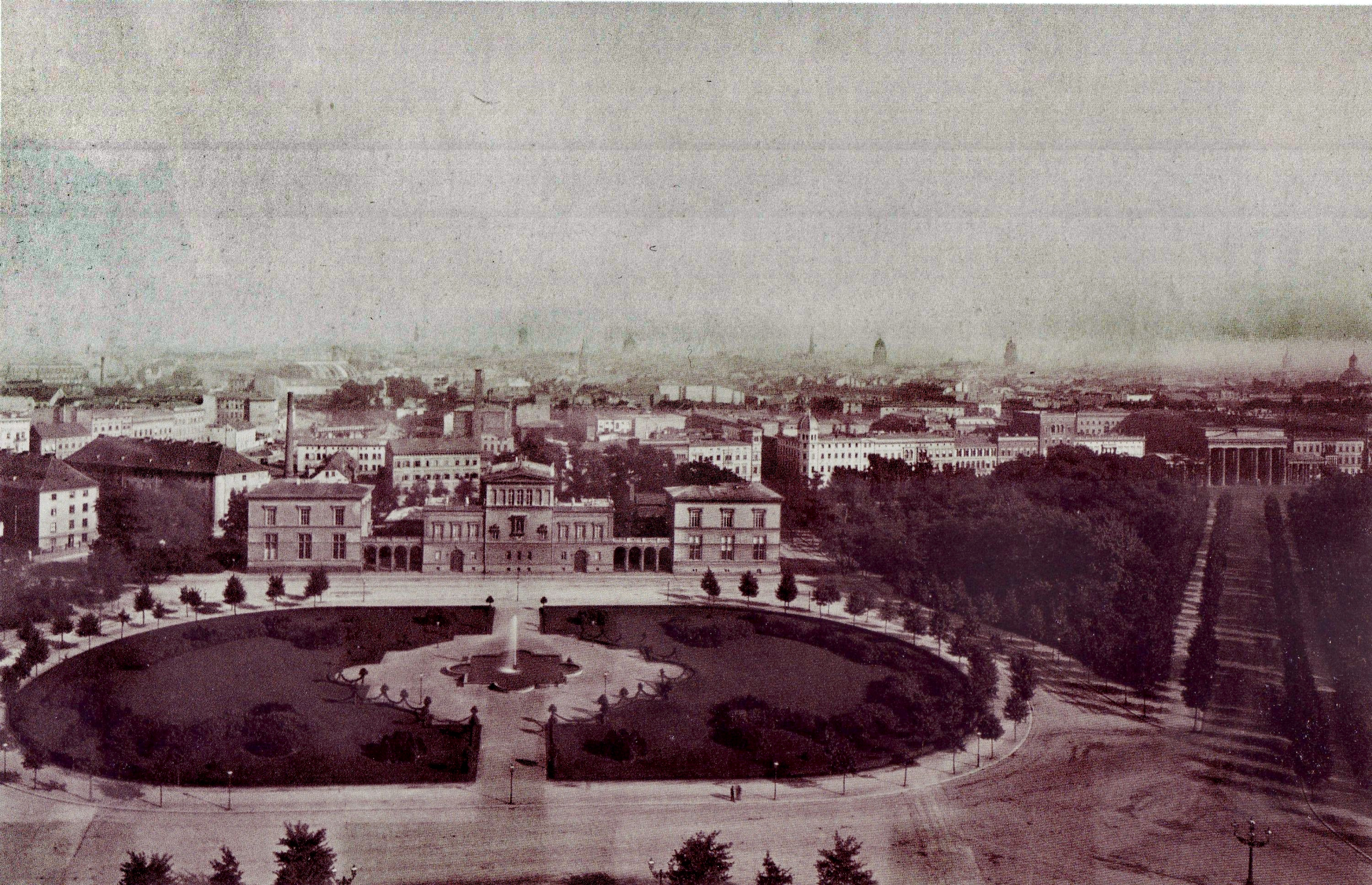
Кенігсплац з палацом Рачинського. 1880. Вид з колони Перемоги на схід

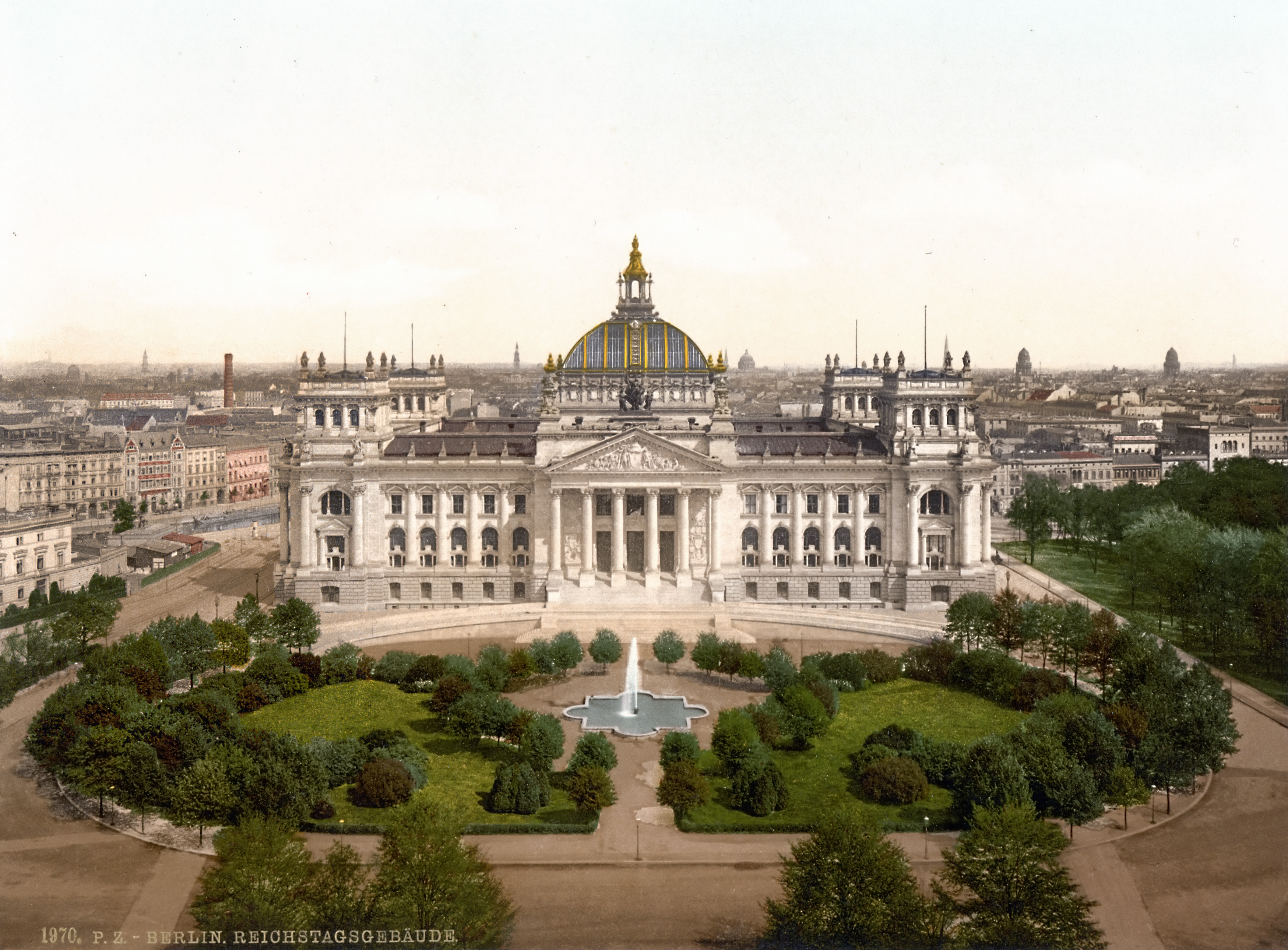
Кенігсплац з Рейхстагом. 1900

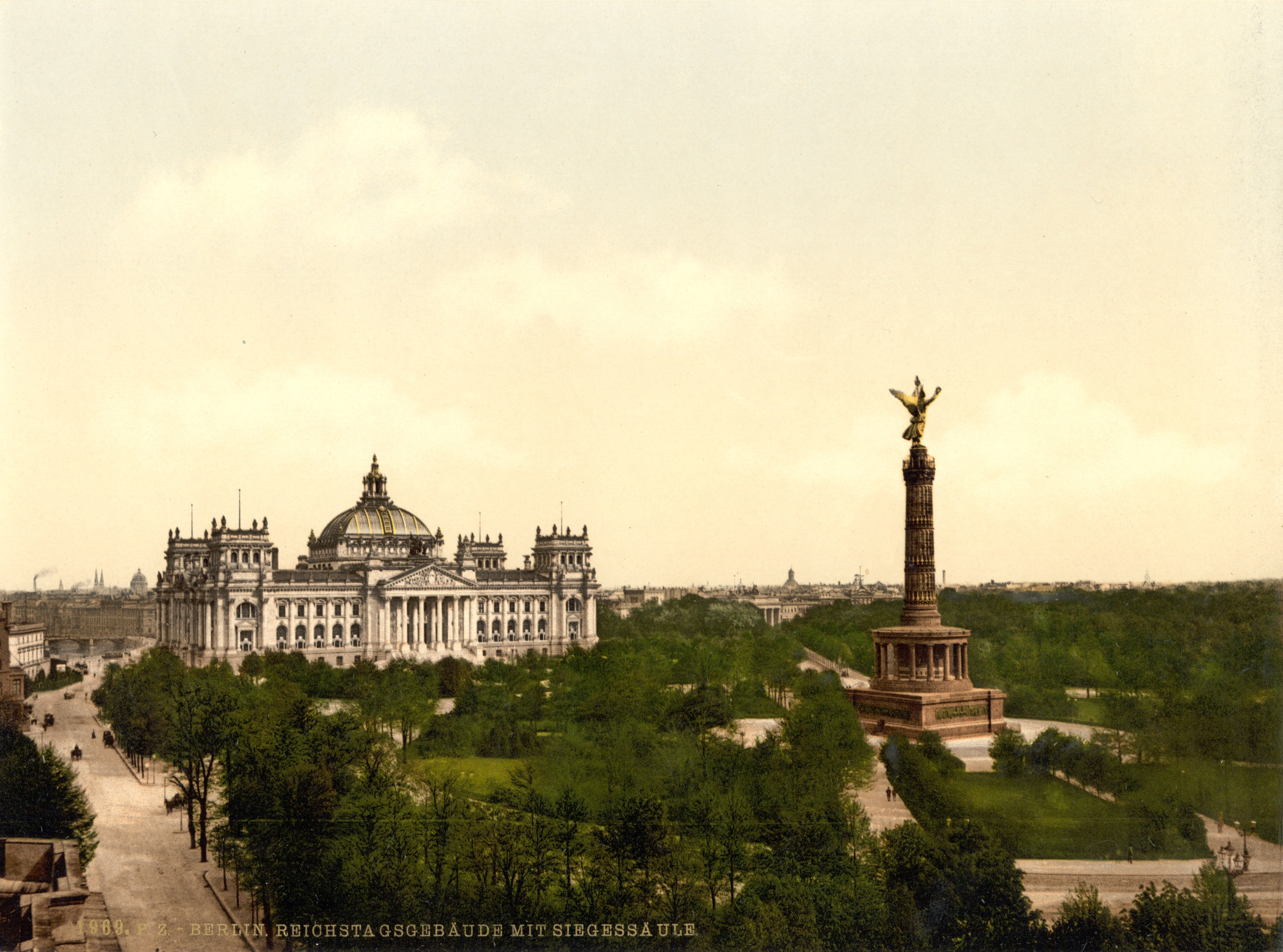
Кенігсплац з Рейхстагом і колоною Перемоги. 1900

Площа Республіки (нім. Platz der Republik) розташована в берлінському районі Тіргартен в окрузі Мітте в новому урядовому кварталі німецької столиці перед Рейхстагом. У безпосередній близькості протікає Шпрее. На площі розміром в 36 900 м², прилеглої до парку Тіргартен, розбитий газон з боскетами.
Поруч з площею розташовано Рейхстаг, будинок Пауля Лебе, будинок Якоба Кайзера, будівля швейцарського посольства, Будинок культур світу та Відомство федерального канцлера Німеччини.
Площа з'явилася у 1735 році після перенесення берлінської митної стіни, її використовували при королі Фрідріху Вільгельму I для стройової підготовки прусських солдатів і вона називалася плацом біля Бранденбурзьких воріт. У 1867 році площа стала міською та отримала назву Королівської (Кенігсплац, нім. Königsplatz). До зведення Рейхстагу в 1884—1894 роках на його місці розташовувався палац польського графа і прусського дипломата Атанаса Рачинського (пол. Atanazy Raczyński).
У 1873 році в пам'ять про три переможні військові походи була споруджена колона Перемоги, перед урочистим відкриттям якої була закладена Зігесаллее, що вела до пам'ятника. На західній стороні площі розташовувалася Кролль-опера, в північно-західній частині — будівля генерального штабу, а в північній частині — палаци посольського кварталу Альзенфіртель, один з яких зберігся досі і його використовує швейцарське посольство.
У 1901 році перед будівлею Рейхстагу був встановлений національний пам'ятник Бісмарку роботи Рейнгольда Бегаса, у зв'язку з чим вигляд площі знову змінився: з'явилася бруківка та круглий газон з кількома доріжками, які вели до колони Перемоги, що стояла посередині. У 1904 і 1906 роках вигляд площі змінили: встановили пам'ятник військовому міністру Альбрехту фон Роону та мармуровий пам'ятник генерал-фельдмаршалу Мольтке. Всі три пам'ятники в 1938 році були перенесені з тодішньої Кенігсплац на площу Велика Зірка, в північній частині якої вони й знаходяться до сьогодні, вже на нових постаментах.
У період Веймарської республіки (1926—1933) площа мала свою сучасну назву, нагадуючи про ліквідацію монархії в Німеччині. З приходом до влади націонал-соціалісти дали площі колишню назву Королівської площі. Республіканська назва повернулася до площі після падіння третього рейху в 1948 році.
В ході останніх боїв Другої світової війни Рейхстаг і прилегла до нього площа були сильно зруйновані. Після війни площа опинилася на території західного Берліна. Берлінська стіна, зведена в 1961 році, проходила в декількох метрах за Рейхстагом. За часів розділеного Берліна площа Республіки втратила своє центральне значення, перетворившись на луг, який мав успіх як місце для відпочинку і в особливості приготування шашлику в жителів Західного Берліна турецького походження. Частину площі використовували під стоянку і майданчик для навчання водіння.
У ніч з 2 на 3 жовтня 1990 року на честь об'єднання Німеччини на площі Республіки був піднятий прапор Єдності, ймовірно, найбільший прапор ФРН розміром 6 на 10 м.
У 1996—1997 роках у зв'язку з реконструкцією урядового кварталу Берліна проводився міжнародний архітектурний конкурс, у двох етапах якого взяли участь понад 300 проєктів, а перемогли два проєкти ландшафтних архітектурних бюро з Берліна (проєкт площі Республіки) і з Золотурна (проєкт парку в закруті Шпрее). Проєкти були реалізовані у 1998—2009 роки.